# Angelo Romero
Angelo Romero (Cagliari, 30 maggio 1940) è un baritono italiano.

## Biografia
Baritono specializzato nel repertorio rossiniano, debuttò nel 1966 ne L'Orfeo di Monteverdi, ma è stato il ruolo di Figaro ne Il barbiere di Siviglia, che interpretò più di 600 volte (di cui 400 in recita), a fare la sua fortuna.
Favorito dall'aver studiato recitazione (in gioventù fu un apprezzato attore di prosa), è un attore-cantante capace d'interpretare sia ruoli buffi che drammatici, grazie anche a una voce duttile, che gli ha permesso di passare dal registro leggero a quello drammatico e talvolta a quello di basso buffo.
Nella lunga carriera ha cantato oltre 150 opere, in cui spiccano quelle di Rossini e Donizetti. Tra le interpretazioni più apprezzate, Figaro ne Il barbiere di Siviglia e ne Le nozze di Figaro, Malatesta in Don Pasquale, Falstaff, Marcello ne La bohème, Belcore e Dulcamara ne L'elisir d'amore, Rodrigo in Don Carlo, Lescaut. È stato diretto più volte da Luchino Visconti.
Diverse anche le apparizioni in campo cinematografico: Alfio ne Il padrino - Parte III, Figaro ne La bambolona.
Si è dedicato con successo anche alla regia, all'insegnamento del canto e alla pittura.

## Discografia
- Adriana Lecouvreur con M. Price, N. Shicoff, Dir. R. Abbado, Monaco 1990
- Adriana Lecouvreur con Mirella Freni, Plácido Domingo - Dir. R. Gandolfi, Barcellona 22 novembre 1989 (VIDEO)
- Il Conte Ory di Gioachino Rossini con U. Benelli, C. Gonzales, R. Righetti, Teatro comunale di Bologna, 3 marzo 1972, Direttore Ino Savini
- Il campanello di Donizetti nel 1981 con Enzo Dara e Agnes Baltsa
- La traviata di Verdi (1976) con Alfredo Kraus e Mariana Nicolescu
- La bohème (1976) con Franco Corelli e Adriana Maliponte, Dir. N. Sanzogno, Torre del Lago
- La bohème con Luciano Pavarotti, Ileana Cotrubaș, Estro Armonico (live), 1975, Dir. Georges Prêtre
- La bohème con José Carreras, Ileana Cotrubaș, 1976, Dir. Georges Prêtre
- Manon di Massenet, sotto la direzione di Georges Prêtre
- Manon Lescaut, con Nicola Martinucci, Maria Chiara ed Alfredo Mariotti – Teatro Regio di Torino, 1º febbraio 1985, direttore Angelo Campori (VIDEO)
- Manon Lescaut con Mirella Freni, LIVE 1º dicembre 1985
- Manon Lescaut con Rosalind Plowright, LIVE 20 dicembre 1985
- Manon Lescaut con Nancy Shade, Harry Theyard - Thomas Schippers, Registrazione IN HOUSE Spoleto - 24 giugno 1973
- Manon Lescaut con Plácido Domingo, Sylvia Sass, Renato Capecchi - Video Dir. Georges Prêtre, Teatro alla Scala 1978 (VIDEO)
- L'italiana in Algeri di Rossini diretto da Claudio Abbado
- L'elisir d'amore di Donizetti con Chris Merritt e Sesto Bruscantini
- L'elisir d'amore di Donizetti con Luciano Pavarotti, Margherita Rinaldi - Bartoletti - Excelsior Recordings
- Le maschere di Mascagni con Enzo Dara
- La gazza ladra di Rossini
- Gianni di Parigi di Donizetti - Angelo Romero/Luciana Serra/Carlo Felice Cillario/Enrico Fissore/Elena Zilio/Giuseppe Morino/RAI Chorus & Symphony Orchestra, Milan/Silvana Manga, Nuova Era
- Il matrimonio segreto di Cimarosa
- Pagliacci di Leoncavallo con Angelo Mori, Antonietta Cannarile, Dir. M. Wolf Ferrari - Cagliari
- Pagliacci di Leoncavallo con José Carreras, Diana Soviero, Dir. Giuseppe Patanè
- Un giorno di regno di Verdi con Franca Fabbri, Maria Casula
- Don Pasquale di Donizetti, con Alfredo Kraus, Luciana Serra e Sesto Bruscantini. diretto da Claudio Abbado alla Scala nel 1985
- Don Carlo di Verdi con Gianfranco Cecchele, Cesare Siepi, Grace Bumbry, Martina Arroyo, Dir. T. Schippers, Regia Luchino Visconti, Live Roma 1974